# Eritreische Fußballnationalmannschaft der Frauen
Die eritreische Frauenfußballnationalmannschaft ist eine Auswahlmannschaft der Eritrean National Football Federation, die das Land Eritrea auf internationaler Ebene bei Frauen-Länderspielen vertritt. Die Mannschaft nahm bislang nur an der Qualifikation zum Afrika-Cup teil, jedoch nicht am Afrika-Cup selbst oder an Weltmeisterschaften. Derzeitiger Trainer ist Ghezai Tesfagabir.

## Geschichte
Ihr erstes Spiel absolvierte die Mannschaft im Rahmen der Qualifikation zur Afrikameisterschaft 2002. Das Hinspiel gegen Tansania wurde mit 2:3 verloren. Nach einem Unentschieden im Rückspiel schied Eritrea in der ersten Qualifikationsrunde aus. Auch für die Afrikameisterschaft 2004 konnte sich die Mannschaft nicht qualifizieren, da erneut ein Spiel gegen Tansania verloren und eines Unentschieden gespielt wurde. Auch für das Fußballturnier der Olympischen Spiele 2008 konnte sich Eritrea nicht qualifizieren. In der Ausscheidungsrunde sollte die Mannschaft zunächst gegen Uganda spielen, das seine Teilnahme jedoch zurückzog. In der ersten Qualifikationsrunde folgten dann ein Sieg und eine Niederlage gegen Marokko. Aufgrund der Auswärtstorregel schied Eritrea aus. Bei der Qualifikation zur Afrikameisterschaft 2008 traf das Team erneut auf Tansania und schied nach zwei Niederlagen in der ersten Qualifikationsrunde aus. Im Rahmen der Qualifikation zur Afrikameisterschaft 2010 sollte Eritrea in der Vorrunde ursprünglich gegen Kenia spielen, das seine Teilnahme jedoch zurückzog. In der ersten Runde traf die Mannschaft abermals auf Tansania und schied nach einer Niederlage und einem Unentschieden aus.
Eritrea nahm erst wieder an der Qualifikation zum Afrika-Cup 2022 teil, schied dort allerdings nach zwei Niederlagen gegen Burundi in der ersten Runde aus.

## Turniere

### Weltmeisterschaft
- 1991 bis 2027 – nicht teilgenommen

### Afrika-Cup
- 1991 bis 2000 – nicht teilgenommen
- 2002 – nicht qualifiziert
- 2004 – nicht qualifiziert
- 2006 – nicht teilgenommen
- 2008 – nicht qualifiziert
- 2010 – nicht qualifiziert
- 2012 bis 2020 – nicht teilgenommen
- 2022 – nicht qualifiziert
- 2025 – nicht teilgenommen
- 2026 – nicht teilgenommen

### Ostafrikameisterschaft
- 1986 bis 2022 – nicht teilgenommen